# Ivana Sert
Ivana Sert (Zaječar, 25 oktober 1979) is een Turkse televisiepersoonlijkheid, model, modeontwerpster, presentatrice, ondernemer, schrijver en actrice van Servische afkomst. Ivana Sert is sinds 2002 woonachtig in Turkije.

## Filmografie
| Jaar      | Productie         | Rol          |
| --------- | ----------------- | ------------ |
| 2011–13   | Bugün Ne Giysem?  | Jury         |
| 2011      | Yok Böyle Dans    | Zichzelf     |
| 2012      | En Büyük Show     | Co-host      |
| 2014      | Yapışık Kardeşler | Vahşi Cazibe |
| 2014–2017 | İşte Benim Stilim | Jury         |

## Discografie
- "İmalat Hatası" (2019)

## Publicaties
- Bizimlesin (2012)